# 裴子野
裴 子野（はい しや、467年 - 530年）は、南朝斉から梁にかけての文人。字は幾原。本貫を河東郡聞喜県とする名門の河東裴氏の出身である。曾祖父は『三国志』注で知られる裴松之であり、祖父は『史記集解』で知られる南中郎兵参軍の裴駰。父は通直参騎常侍の裴昭明。

## 生涯
裴子野は、若くして学を好み、斉には武陵王蕭曄や江夏王蕭鋒に仕えた。
梁に入ってからは、しばらく不遇であったが、国子博士の范縝によって推挙され、尚書比部郎となった。後に諸曁県令として出向した。
沈約が、裴子野の著作であった『宋略』20巻に対して、自身の『宋書』に勝るものと称讃したため、時の名士たちに重んぜられるようになった。吏部尚書の徐勉に推挙されて著作郎となり、国史や起居注を管掌した。
普通7年（526年）、梁の北伐の時に喩魏文（北魏討伐の檄文）を命ぜられ、その名文振りに諸士は感嘆し、爾来、符檄の類は全て裴子野が撰することとなった。まもなく中書侍郎に転じた。大通元年（527年）、鴻臚卿に転じた。ほどなく歩兵校尉を兼ねた。晩年は、仏教を深く信奉し、麦飯菜食で斎戒を守った。中大通2年（530年）、在官のまま死去した。散騎常侍の位を追贈された。諡は貞子といった。
著書に『集注喪服』2巻・『続裴氏家伝』2巻・『抄合後漢事』40数巻・『衆僧伝』20巻・『百官九品』2巻・『附益諡法』1巻・『方国使図』1巻、『文集』20巻があった。また『斉梁春秋』の編纂を準備したが、生前に着手できなかった。
子の裴謇は、通直郎に上った。

## 伝記資料
- 『梁書』巻30 列伝第24
- 『南史』巻33 列伝第23